# Wildfeuer
Wildfeuer ist ein deutscher Film des Regisseurs Jo Baier aus dem Jahr 1991.

## Handlung
Die junge Wirtstochter Emerenz Meier verlässt um 1900 ihre dörfliche Heimat im Bayerischen Wald, um der Enge zu entkommen und Unabhängigkeit mit ihrem dichterischen Talent zu suchen.

## Rezeption
Das Lexikon des internationalen Films schrieb, Wildfeuer sei eine „Groschenromanze, die zunehmend unglaubwürdiger wird und trotz aller Turbulenzen kalt lässt“.

## Auszeichnungen
- 1992: Deutscher Filmpreis in Gold für die beste Filmmusik
- 1992: Deutscher Filmpreis in Gold für die beste Kamera
- Preis beim Cairo International Film Festival (Ägypten).[3]